# Paul Wescher
 (janvier 2022).
Paul Wescher (Welschingen, 21 mars 1896 – Los Angeles, 3 septembre 1974) est un historien de l'art allemand.

## Biographie
Paul Wescher étudie d'abord à l'université de Munich puis à l'université de Fribourg-en-Brisgau où il obtient son diplôme en 1923. Il travaille dans les musées allemands jusqu'en 1934, date à laquelle, par hostilité au nazisme, il s'installe avec sa femme d'abord à Paris (où il écrit de nombreuses publications) puis, après le déclenchement de la Seconde Guerre mondiale et un bref internement, en Suisse.
En 1945, il écrit sa grande monographie sur Jean Fouquet et, jusqu'en 1948, il vit à Campione sur le lac de Lugano. Après la guerre, il émigre aux États-Unis où son ami Wilhelm Reinhold Valentiner lui trouve un emploi au Detroit Institute of Arts. Il travaille avec Valentiner au Los Angeles County Museum of Art et au North Carolina Museum of Art, à Raleigh, avant de devenir, de 1953 à 1959, le premier conservateur de la collection ayant donné naissance au Getty Museum. Après 1959, il collabore avec plusieurs musées américains pour des expositions et se consacre à la recherche.

## Vie privée
Paul Wescher épouse Herta Kauert en Allemagne dans les années vingt, également historienne de l'art. Ils se séparent en 1945, elle retourne vivre à Paris et il part aux États-Unis où il épouse Mary, la veuve d'Herbert Stothart.
Une partie de la succession du couple se trouve dans les archives d'art américain de la Smithsonian Institution.

## Principaux travaux
- Beschreibendes Verzeichnis der Miniaturen, Handschriften und Einzelblatter des Kupferstichkabinetts der Staatlichen Museen Berlin, Leipzig, JJ Weber, 1931
- Großkaufleute der Renaissance. In Biographien und Bildnissen , Francfort 1935, 2e édition München 1940, puis, Bâle 1941
- Jean Fouquet und seine Zeit, Bâle, Holbein, 1945 (diverses rééditions)
- Die Romantik in der Schweizer Malerei, Frauenfeld, Huber, 1947
- La première idée : die Entwicklung der Ölskizze von Tintoretto bis Picasso[pas clair], Munchen, Verlag F. Bruckmann, 1960
- Kunstraub unter Napoleon, Berlin, Mann, 1976 ; traduction italienne : I furti d'arte. Napoleone e la nascita del Louvre[pas clair], Turin, Einaudi, 1988
- Gesammelte Aufsätze zur Kunst, herausgegeben von Frank Otten, Cologne-Wien, Böhlau, 1979